# Гульбішник
Гульбішник  (біл. гульбішнік, біл. гульбішник бульбяни, мн. гульбішники, бульбішники) — традиційна страва білоруської кухні, що нагадує картопляну запіканку.
Готується з картопляного пюре з додаванням для клейкості борошна, молока або молочних продуктів, сала. Можливе додавання яєць. Борошно можна додати під час смаження сала та цибулі, або просто ввести в картопляне пюре. Інгредієнти змішуються, маса викладається у форму, змащену жиром, зверху змащується сметаною і запікається. Гульбішник буває молочний, сирний, маковий.
Гульбішники можуть вживатися як гарніри до м'ясних страв або самостійна страва. 